# Slough Feg
A Slough Feg amerikai metal együttes. 

## Története
1990-ben alakultak meg Pennsylvaniában, később áttették székhelyüket San Franciscóba. "The Lord Weird Slough Feg" néven kezdték pályafutásukat a 2005-ös "Atavism" albumuktól kezdve egyszerűen csak "Slough Feg" a nevük. Nevüket a Sláine című brit képregény-sorozat gonosztevőjéről kapták. Az együttes gitárosa, Mike Scalzi szerint azért rövidítették le a nevüket, mert a "The Lord Weird" szavak miatt nehéz volt megtalálni albumaikat a lemezboltokban. Zeneileg hagyományos heavy metalt játszanak, folk-os és power metalos elemekkel. Először három demót adtak ki a kilencvenes években. Justin Phelps basszusgitáros ezek után kilépett a zenekarból.  Első nagylemezük 1996-ban jelent meg. Második albumukat 1999-ben adták ki, ekkor a "Dragonheart Records"hoz szerződtek le. 2000-ben és 2003-ban újabb lemezeket dobtak piacra. Ekkorra elhagyták a Dragonheart Records-ot és az olasz "Cruz del Sur Records" kiadóhoz szerződtek le. John Cobbett gitáros ekkoriban kilépett a zenekarból. Helyére Angelo Tringali került 2005-ben. 2007-ben újabb nagylemezt adtak ki, 2008-ban pedig egy válogatáslemezt. 2013-ban szerződtek a neves Metal Blade Records kiadóhoz. 2014-ben és 2018-ban is piacra dobtak nagylemezeket.

## Tagok
- Mike Scalzi - gitár, ének (1990-)
- Angelo Tringali - gitár (2005-)
- Adrian Maestas - basszusgitár (2001-)
- Harry Cantwell - dobok (2007-)[2]

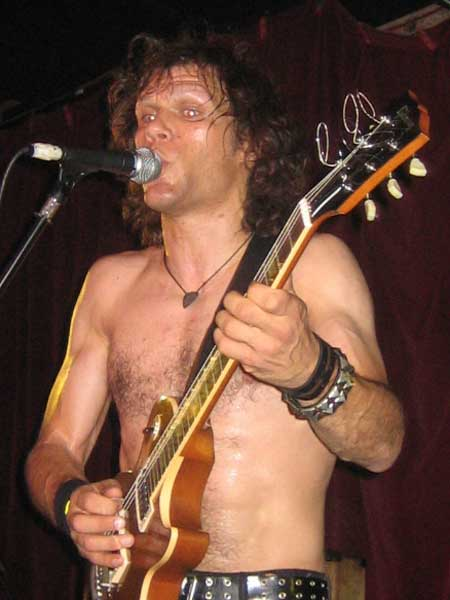
Mike Scalzi
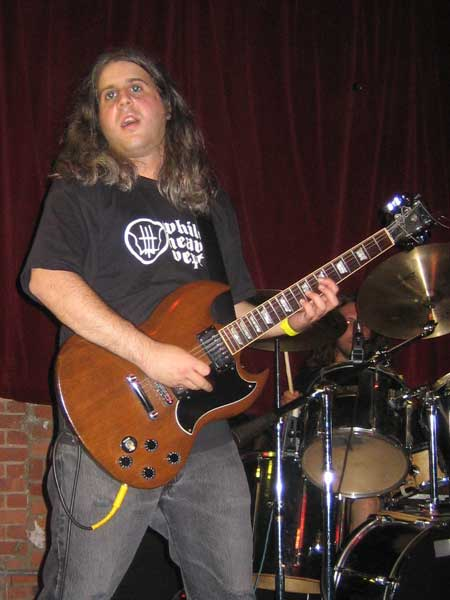
Angelo Tringali
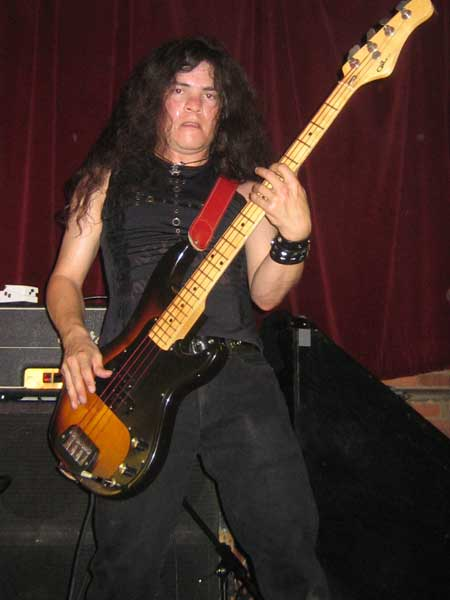
Adrian Maestas

## Korábbi tagok
- Omar Herd- ének
- Chris Haa - gitár
- Andrew Sebba - gitár
- John Cobbett - gitár
- Justin Phelps - basszusgitár
- Scott Beach- basszusgitár
- Jon Torres - basszusgitár
- Jim Mack- basszusgitár
- Dave Passmore - dob
- Stu Kane- dob
- Greg Haa - dob
- Antoine Ruben - basszusgitár
- Harry Cantwell - basszusgitár
- Addison Filipczyk - dob (2015-2017)[2]

## Diszkográfia
- The Long Weird Slough Feg (1996)
- Twilight of the Idols (1999)
- Down Among the Deadmen (2000)
- Traveller (2003)
- Atavism (2005)
- Hardworlder (2007)
- The Slay Stack Grows (válogatáslemez, 2008)
- Ape Uprising! (2009)
- The Animal Spirits (2010)
- Made in Poland (koncertalbum, 2011)
- Digital Resistance (2014)
- The New Organon (2018)[1]